# Касымов, Гани Есенгельдинович
Гани Есенгельдинович Касымов (каз. Ғани Есенкелдіұлы Қасымов, 3 мая 1950, Гурьев, Казахская ССР), политический государственный деятель Казахстана, депутат Сената Парламента Республики Казахстан, председатель Партии патриотов Казахстана, Чрезвычайный и Полномочный Посланник Республики Казахстан, генерал-майор таможенной службы.

## Биография
Родился 3 мая 1950 года в городе Гурьев в семье педагогов.
В 1967 году поступает в Казахский Государственный университет им. С. М. Кирова. В 1969 году переводится в Московский государственный институт международных отношений, который успешно оканчивает в 1974 году по специальности «Специалист по международным отношениям».
С сентября 1974 года занимает должность первого секретаря протокольного отдела МИД Казахской ССР, затем — заведующий отделом печати и информации, заведующий протокольным отделом. С июля 1981 года — генеральный секретарь МИД Казахской ССР. С сентября 1987 года — слушатель курсов усовершенствования руководящих дипломатических кадров при Дипломатической академии МИД СССР (Москва). С мая 1990 года занимает пост советника Президента Казахской ССР.
С февраля 1992 года — заведующий Международным отделом Аппарата Президента Республики Казахстан и Кабинета Министров Республики Казахстан. С апреля 1994 года — торгово-экономический представитель Республики Казахстан во Франции. С сентября 1996 года — председатель Государственного Таможенного комитета Республики Казахстан
В 1999 году участвовал в выборах и баллотировался на пост президента Республики Казахстан. В 1999—2005 годах — депутат Мажилиса Парламента Республики Казахстан.
С августа 2007 года по сентябрь 2013 года Указом Президента Республики Казахстан был назначен депутатом Сената Парламента Республики Казахстан.
Лидер казахстанской Партии патриотов.
В 2008 году возглавил новосозданную Азиатскую ассоциацию бенди — региональный спортивный союз, призванный объединить азиатские страны, культивирующие хоккей с мячом.
С октября 2013 года — представитель Национальной палаты предпринимателей в Сенате. С ноября 2013 — председатель Совета по защите прав предпринимателей при Национальной палате предпринимателей РК.

## Кандидат в президенты
В 1999 году баллотировался на пост президента Республики Казахстан. Перед выборами пропал с экранов и газетных полос. В итоге ему набрать 4,6 процента голосов избирателей и занял третье место из четырёх.
В 2011 году вновь баллотировался на пост президента Республики Казахстан, по данным ЦИК он занял второе место, хотя и набрал всего 1,94 % голосов всех избирателей (159 036 человек).

## Награды
- Орден «Барыс» 2 степени (2 мая 2025);
- Орден Достык 1 степени (2011)[5]
- Орден Достык 2 степени (2005)
- Юбилейная медаль «25 лет независимости Республики Казахстан» (2016)[6]
- Медаль имени Назира Тюрякулова (2008)[7]
- Заслуженный деятель дипломатической службы Республики Казахстан (2004)
- Орден «Содружество» (МПА СНГ, 7 апреля 2010)[8]
- Человек года («Алтын Адам») в номинации «Парламентарий года» (2000)
- четыре медали